# Valrom Industrie
Valrom Industrie este o companie specializată în producția de tubulatură și fitinguri din material plastic din România.
Compania a fost înființată în anul 1996.
Valrom Industrie face parte din grupul Fondital din Italia, grup internațional a cărui cifră de afaceri a depășit 600 milioane de euro în anul 2003.
Cifra de afaceri în 2003: 35 milioane euro